# دوري كرة القدم الغربي 1960–61
دوري كرة القدم الغربي 1960–61 (بالإنجليزية: 1960–61 Western Football League)‏ هو موسم من دوري كرة القدم الغربي ‏. فاز فيه نادي سالزبري سيتي.